# Felix MC
Felix MC este un model de calculator românesc conceput la Institutul Politehnic București de profesorii Adrian Petrescu, Trandafir Moisa și Nicolae Țăpuș și construit la Întreprinderea de Calculatoare Electronice FELIX. 
Modelul de laborator a primit denumirea MC3, fiind ulterior preluat de FELIX, în vederea reproiectării tehnologice și a introducerii în producția de serie sub denumirea FELIX MC-8. Pe parcursul celor 2 ani cât a fost produs au fost fabricate aproximativ 100 de exemplare.
Avand în vedere gradul de noutate (pentru acea perioadă) al acestei realizări, Academia Română a atribuit Premiul "Traian Vuia" colectivului de autori.

## Hardware
Unitatea centrală de prelucrare (bazată pe procesorul Intel 8008) a fost realizată pe o singură plachetă. Având în vedere gradul redus de integrare a microprocesorului 8008, cât și tehnologia PMOS de realizare a acestuia, s-a impus proiectarea unei logici adiționale importante, pentru obținerea semnalelor necesare microprocesorului și perifericelor. Microprocesorul opera la 500 KHz, cu un ceas bifazic și se alimenta la +5V și –9V. Microprocesorul dispunea de intrări pentru semnalele de întrerupere și semnale de sincronizare/răspuns (ready), din partea memoriei sau a unor echipamente periferice. Întrucât, la vremea aceea, nu erau disponibile memorii PROM/EPROM, nu au existat posibilități de stocare a unor programe de tip monitor sau de tip încărcător (loader). Astfel, pentru încărcarea unui program de pe banda perforată, mai întâi trebuia introdus manual, de la panoul frontal, un încărcător de tip "bootstrap", constând într-un număr de instrucțiuni. Panoul frontal, prevăzut cu comutatoare, butoane și led-uri, permitea și introducerea manuală a unor programe de test, pentru modulele care intrau în componența sistemului. În acest mod se puteau testa și programe de dimensiuni mai mici, prin executarea lor pas cu pas sau instrucțiune cu instrucțiune.

## Software
Sistemul FELIX MC-8 a beneficiat de un software de sistem și aplicații implementat atât pe sistemele cu microprocesor Intel 8008, cât și pe sistemele FELIX C-256 (crossoftware). La nivelul sistemului cu microprocesor au fost realizate:
- monitor;
- asamblor;
- bibliotecă pentru lucrul cu fișiere de pe caseta magnetică;
- programe pentru diverse aplicații.

În ceea ce privește crossoftware-ul, acesta era format din monitor, asamblor și simulator. Cele mai multe aplicatii pentru FELIX MC-8 au fost realizate folosind mijloacele de dezvoltare implementate pe FELIX C-256.